# Paul Germain (mathématicien)
Pour les articles homonymes, voir Paul Germain et Germain.
Paul Germain (né le 28 août 1920 à Saint-Malo, mort le 26 février 2009 à Châtillon) est un scientifique et universitaire français. Il est inhumé au cimetière de Saint-Étienne-de-Crossey. Son épouse est décédée en décembre 2009.

## Biographie
Normalien, agrégé de mathématiques, docteur ès sciences (thèse dirigée par Georges Valiron), il a été successivement maître de conférences à la Faculté des sciences de Poitiers et à l'Institut de mécanique et d’aérotechnique de Poitiers (1949-1954), professeur de mécanique à la Faculté des sciences de Lille et à l'Institut de mécanique des fluides de Lille (ONERA Lille) (1954-1958), professeur de mécanique à la Faculté des sciences de Paris (1958-1977), directeur de l'Office national d'études et de recherches aérospatiales (ONERA) (1962-1967), et enfin professeur de mécanique à l'École polytechnique (1973-1985).
En 1948, il fut aussi actionnaire de la Compagnie Industrielle des Aéromoteurs (CIAMO), d'avions-taxis, fondée par Claude de Cambronne au Maroc.
Paul Germain fut élu membre de l'Académie des sciences en 1970, il en a été secrétaire perpétuel de 1975 à 1996.
Ses travaux de recherche portent sur l'aérodynamique supersonique et les ondes de choc.
Dans le cadre du 9e colloque en calcul des structures organisé par le CSMA, Pierre Suquet (Académie des sciences) lui a rendu hommage en soulignant ce qu'il a apporté scientifiquement et dans diverses organisations:
- l’utilisation systématique des puissances virtuelles,
- la Mécanique puis la Thermodynamique des Milieux Continus,
- les interactions avec les mathématiques appliquées,
- le journal de Mécanique (1962),
- la création de l’AUM (Activités Universitaires en Mécanique) (1973, 1er Président),
- la création du Département Sciences Pour l'Ingénieur par Robert Chabbal (1976),
- la réforme de l’Académie des sciences,
- le rapport sur les Sciences Mécaniques (1982),
- le Haut Comité Mécanique (1988) et l’Association française de mécanique (1997),
- la Présidence de l’IUTAM de 1984 à 1988.

## Distinctions
- Commandeur de la Légion d'honneur
- Grand-croix de l'ordre national du Mérite
- Commandeur de l'ordre des Palmes académiques

## Ouvrages (sélection)
- Mécanique des milieux continus, éd. Masson, 1962
- Cours de Mécanique des milieux continus, Théorie générale, éd. Masson, 1973
- Avec Patrick Muller, Introduction à la Mécanique des milieux continus, éd. Masson, 1979
- Mécanique, 2 tomes, éd. Ellipses, 1986
- Mémoires d'un scientifique chrétien[5], éd. L'Harmattan, 2006

## Prix Paul Germain
Le prix Paul Germain, anciennement prix AUM est délivré tous les deux ans à l’occasion du Congrès Français de Mécanique. Ce prix récompense des travaux de thèse de qualité.
- 2009 : David Grégoire, Philippe Meliga
- 2011 : Phan Haï Trieu
- 2013 : David Cebron
- 2015 : Léo Morin
- 2017 : Stella Brach
- 2019 : Laetitia Caillé, Mehdi Khalloufi
- 2022 : Svenja Hermann, Mathias Lebihain